# Museum am Rothenbaum
Das Museum am Rothenbaum – Kulturen und Künste der Welt, kurz: MARKK (bis 2018 Museum für Völkerkunde Hamburg) wurde 1879 in Hamburg gegründet und zählt heute zu den größten ethnographischen Museen in Europa. Es liegt im Stadtteil Rotherbaum im Bezirk Eimsbüttel. Die Ausstellungen bieten in ihrer Bandbreite und Vielfalt die Basis der Vermittlungsarbeit im Museum, sie liefern die Grundlage kulturvergleichenden Forschens und ermöglichen dem Besucher Zugänge zu einem anderen Weltverständnis.

## Geschichte

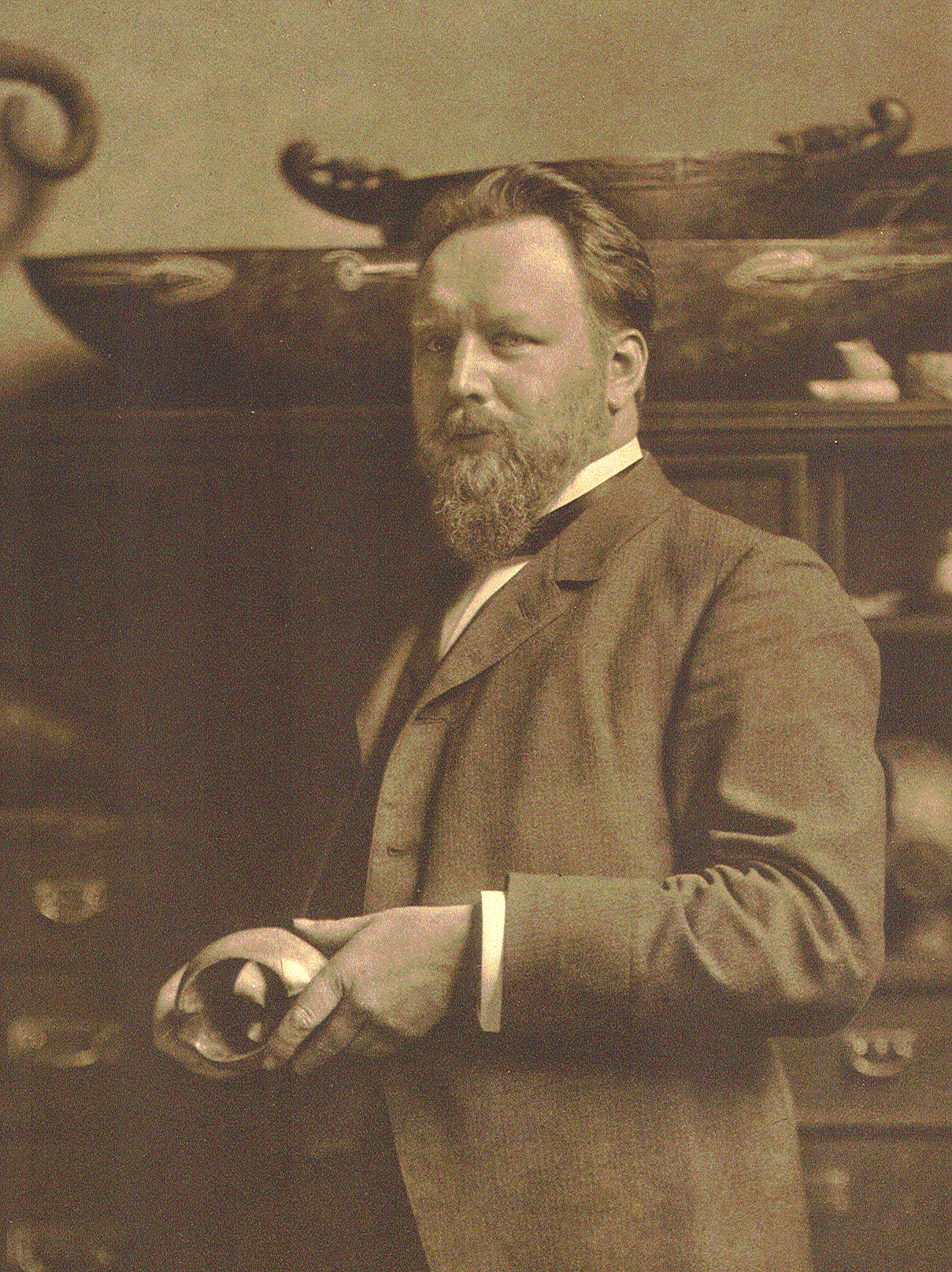
Georg Christian Thilenius (1905)

Die Ursprünge des MARKK lagen 1842 in einer kleinen ethnographischen Sammlung, die in der Stadtbibliothek untergebracht war. Diese Sammlung wurde später durch den „Naturhistorischen Verein in Hamburg“ betreut, der 1867 auch den Museumsführer „Die Ethnographische oder Sammlung für Völkerkunde im Anschluss an das Naturhistorische Museum in Hamburg“ veröffentlichte. Die Verwaltung der Sammlung wurde Adolph Oberdörffer und Ferdinand Worlée anvertraut. Diese Sammlung bestand 1868/69 bereits aus 645 Objekten. 1871 folgte die Umbenennung in „Culturhistorisches Museum“ und der Umzug in Räumlichkeiten des Johanneums gemeinsam mit Artefakten des Naturhistorischen Museums. Am 29. April 1879 folgte die Gründung des „Museums für Völkerkunde“. Der Kaufmann Carl Wilhelm Lüders (1823–1896) leitete das Museum in der Position eines Vorstehers bis 1896. Am 1. Oktober 1904 übernahm Georg Thilenius als Hauptamtlicher Direktor die Verwaltung des „Museums für Völkerkunde und Vorgeschichte“, bis dahin leitete Direktorialassistent Karl Hagen die Geschäfte.
Georg Thilenius setzte sich stark für den Bau eines eigenen Museums ein. Als Standort war ein Gelände am Rothenbaum vorgesehen. Der 1908 nach Plänen des Architekten Albert Erbe begonnene Bau wurde 1912 abgeschlossen. Ein Anbau, in dem Arbeitsräume für die Mitarbeiter eingerichtet wurden, wurde 1929 fertiggestellt. Die Pläne hatten bereits zu Beginn eine Verdopplung der Gebäudefläche des 1912 fertiggestellten Gebäudes vorgesehen. Die Realisierung wurde durch den Beginn des Zweiten Weltkriegs verhindert.
Das Museum hatte die Aufgaben der Bodendenkmalpflege und Sammlung archäologischer Funde aus Hamburg inne, die 1957 an das Museum für Hamburgische Geschichte abgegeben wurde.
Seit 1999 ist das Museum eine Stiftung Öffentlichen Rechts.

## Namensänderung
Im April 2017 setzte mit Barbara Plankensteiner als neuer Direktorin eine Umstrukturierung des Museums ein. Im Juni 2018 beschloss der Kulturausschuss der Hamburgischen Bürgerschaft die Umbenennung des Museums in „Museum am Rothenbaum – Kulturen und Künste der Welt“, abgekürzt MARKK. Die Begründung des Museums gegenüber dem Hamburger Abendblatt lautete: „Der Name ‚Museum für Völkerkunde‘ ist für viele junge Personengruppen, Kunstinteressierte und Diaspora-Gemeinschaften, kritische Intellektuelle und Künstler/-innen aus Herkunftsgesellschaften oder lokalen Diaspora-Communitys eine Barriere, da er negative Assoziationen und Emotionen hervorruft.“
Dem Beschluss waren Diskussionen sowohl über den neuen Namen als auch über dessen Abkürzung vorausgegangen; die Umbenennung steht im Zusammenhang einer inhaltlichen Neuausrichtung des Museums. Sie enthält beispielsweise eine Auseinandersetzung mit der Herkunft der Ausstellungsobjekte und einer möglichen Rückgabe, wie beispielsweise zweier koreanischer Wächterfiguren, die 1983 versteckt nach Hamburg gebracht wurden. Weitere Rückgaben sind laut Plankensteiner nicht ausgeschlossen, wenn auch mit einem gewissen Arbeitsumfang verbunden, da die Objekte der Stadt Hamburg und nicht dem Museum gehören und es eine Rückforderung vom ehemaligen Eigentümer geben muss. Des Weiteren hat sich der Fokus des Museums verschoben. Statt von einem Beschreiben von Völkern geht es um „die kulturelle Verankerung des Menschen, um ein Verständnis von Zusammenhängen, Gemeinsamkeiten und Unterschieden und um die Vielfalt kultureller und künstlerischer Errungenschaften der Welt“. Dabei handelt es sich um einen längeren Prozess, mit dem auch die Aufarbeitung der Rolle des Museums im Zusammenhang mit dem Nationalsozialismus und der damaligen Gründung eines Rassenbiologischen Instituts einhergeht.
Zwei Jahre nach Plankensteiners Dienstbeginn bezeichneten Hamburger Medien das Museum als „so unbeliebt wie nie“. Die Besucherzahl war 2018 von 96.000 auf 80.000 gesunken.
„Wenn man ein Haus so radikal neu positioniert, wie wir es getan haben, dann dauert es, bis sich das in den Besucherzahlen niederschlägt“, so Plankensteiner in den Medien. „Was man sagen kann: Unser Image hat sich unheimlich verändert. Das spiegelt sich in Medienpräsenz, aber auch in vielen anderen Bereichen wieder. Unsere Mitarbeiter werden international eingeladen, um über unseren Prozess zu sprechen, wir bekommen viel Besuch von Studierenden und anderen Museen, und wir haben ein viel diverseres und jüngeres Publikum.“
In den letzten Jahren erhielt das MARKK viel positive Aufmerksamkeit in den Medien für seine qualitätsvolle Arbeit und beispielgebenden Ausstellungsprojekte.

## Figuren am Gebäude

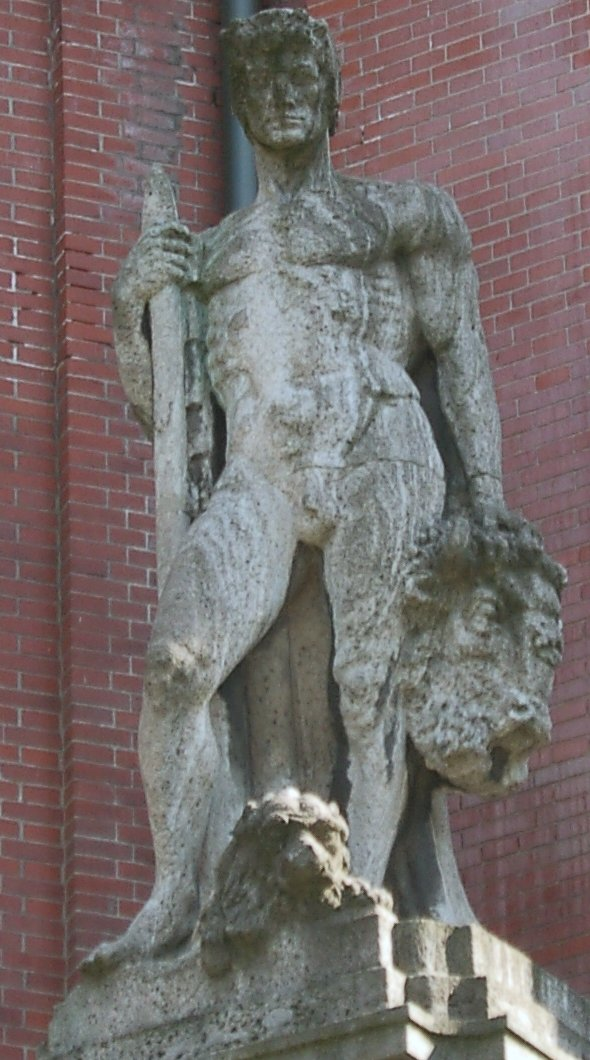
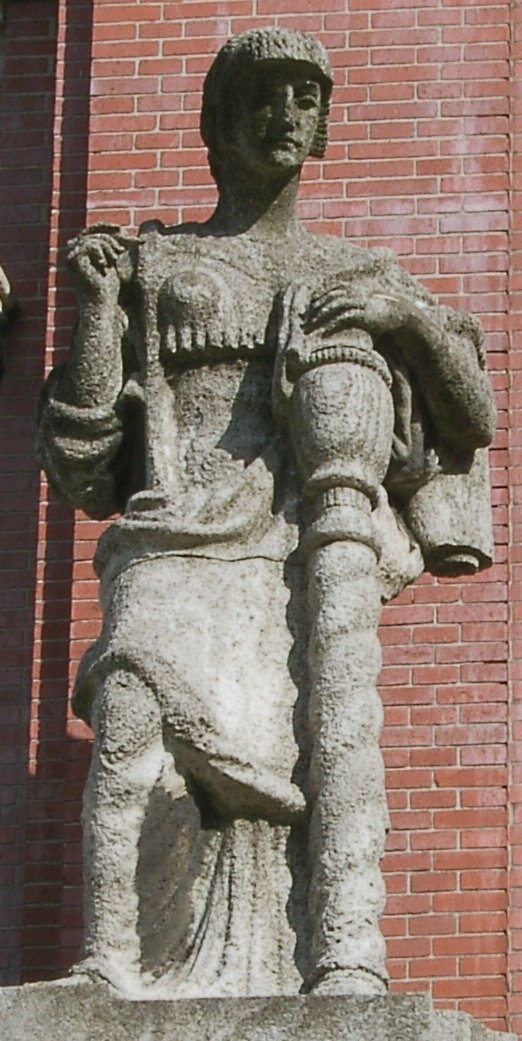
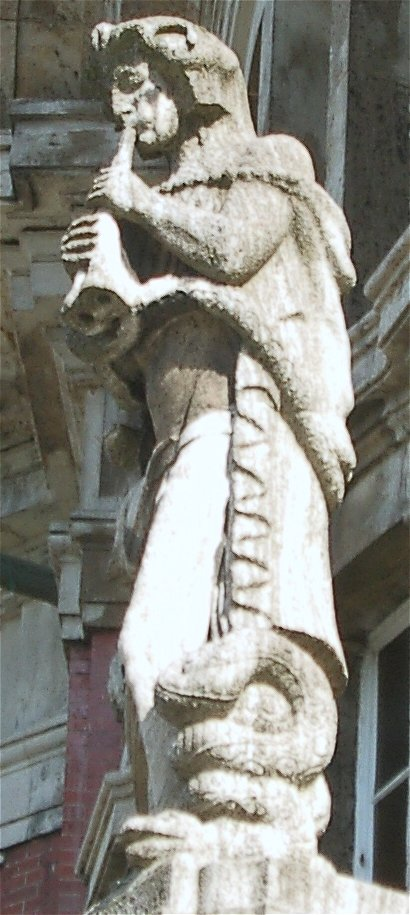
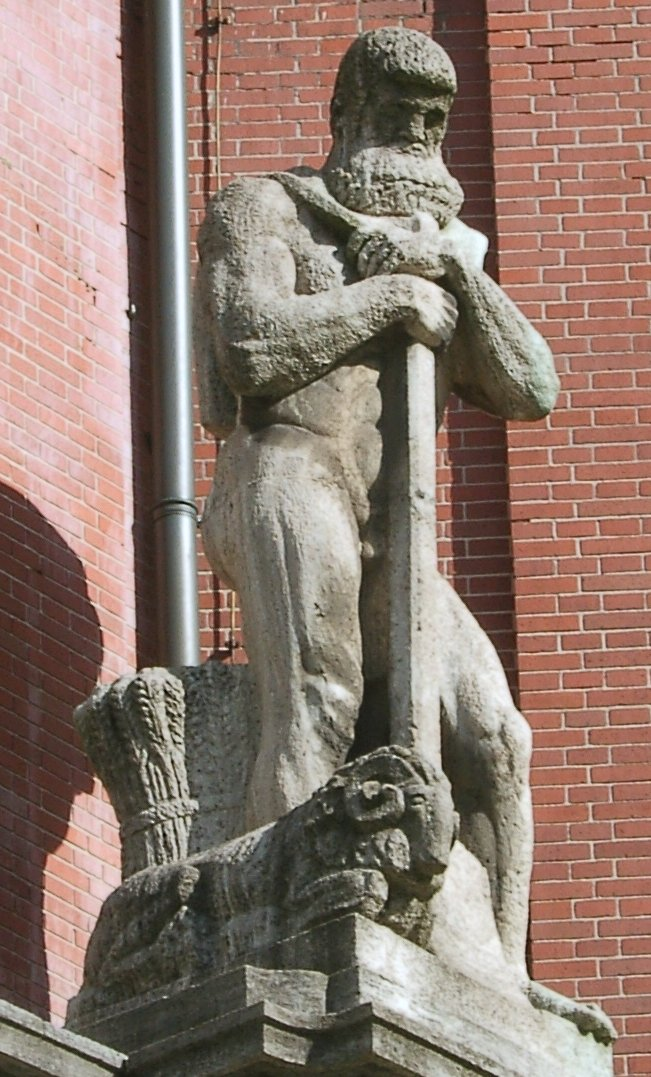

Bildhauer: Johann Michael Bossard, 1912

## Feste und Veranstaltungen
Das Museum am Rothenbaum versteht sich als Begegnungsstätte für Menschen aller Kulturen. Jährlich wiederkehrende Feste wie der Mexikanische Totentag oder der MARKK[t] der Kulturen und Künste laden zum gemeinsamen Feiern ein und lassen die reichen Traditionen anderer Kulturen erlebbar werden. Ergänzend zu den Sonderausstellungen finden Thementage, Vorträge und Führungen statt.

## Sammlungen
Der Bestand des Museums ist in drei Sammlungen aufgeteilt: eine Objektsammlung, eine fotografische Sammlung und ein Dokumentenarchiv. Die Objektsammlung ist nach folgenden Gebieten gegliedert: Nordafrika mit West- und Zentralasien, Afrika, Ost- und Südasien, Ozeanien, Europa und Amerika. Die fotografische Sammlung hat einen umfangreichen Bestand von fast 450.000 Bildern. Im Dokumentenarchiv werden zahlreiche Nachlässe von Ethnologen, Geographen, Linguisten und Forschungsreisenden aufbewahrt.

## Direktoren
- 1879–1896: Carl Wilhelm Lüders (Vorsteher)
- 1896–1904: Karl Hagen (Direktorialassistent)
- 1904–1935: Georg Thilenius
- 1935–1962: Franz Termer
- 1962–1967: Erhard Schlesier
- 1967–1971: Hans Fischer
- 1971–1991: Jürgen Zwernemann
- 1992–2016: Wulf Köpke
- seit 2017: Barbara Plankensteiner

## Filme
- MARKK – Museum am Rothenbaum, Hamburg (= Museums-Check. Folge 87). Reportage, 30 Min., Moderation: Markus Brock, Produktion: 3sat. Erstausstrahlung: 3. November 2024.[15]

## Publikationen
- Mitteilungen aus dem Museum für Völkerkunde in Hamburg. Hamburg 1906–2017, ISSN 0072-9469 / DNB 012640301 (1906–1972), DNB 017741440 (1973–1993), DNB 1009019023 (1999–2017).
- Monographien zur Völkerkunde. Verschiedene Verlage, Hamburg u. a. seit 1943, DNB 01275885X.
- Mitteilungen aus dem Museum am Rothenbaum. Hamburg seit 2018, ISSN 2628-0434 / DNB 1178851273.